# Ираданене
Ираданене — царь (лугаль) Урука, правил в конце XIX века до н. э. В союзе с Исином, Вавилоном, Рапикумом и рядом сутийских племён выступил против царя Ларсы Рим-Сина. В 1808 году до н. э. союзники потерпели поражение, а Ираданене попал в плен к правителю Ларсы.
|    | |
| 1  | Год, когда Ираданене [стал] царём BaM 2, 1963 11 17 mu irda-ne-ne lugal |
| a  | Год, когда я (Irdanene) принесла статуя в золоте представляющих Дингир-ам отца в храм Nanaia Year I (Irdanene) brought a statue in gold representing Dingiram his father into the temple of Nanaia BaM 2, 1963 8 mu alan ku3-sig17 dingir-am3 ad-da-na e2-{d}na-na-a-sze3 i-ni-in-ku4-re-en |
| ba | Год, когда я (Irdanene) освободил для Энлиля в Ниппуре сыновей и дочерей (Ниппура состоялась) в Урук и всех тех, кто прибывает из окрестных населенных пунктов (Ниппура) Year I (Irdanene) freed for Enlil in Nippur the sons and daughters (of Nippur held) in Uruk and all those coming from the surrounding settlements (of Nippur) BaM 2, 1963 9 8 mu dumu-nita2 dumu-munus nibru{ki} sza3 unug{ki}-ga u3 a2-dam-bi a-na-me-a-bi {d}en-lil2 sza3 nibru{ki}-sze3 szu in-na-bar-re-en                                  |
| bb | Год, когда я (Irdanene) освободить для Энлиля в Ниппуре навсегда (от принудительного труда) сыновей и дочерей Ниппура (проведения) в Урук, так как многие, как они Year I (Irdanene) set free for Enlil in Nippur for ever (from the forced labour) the sons and daughters of Nippur (held) in Uruk, as many as they are YBC 5398 mu dumu-nita2 dumu-munus nibru{ki} sza3 unug{ki}-ga u3 ma-da-bi a-na-me-a-bi {d}en-lil2 sza3 nibru{ki}-sze3 u4-da-ri2-sze3 szu in-na-an-bar-re                                         |
| c  | Год, когда (Irdanene) привел для Инанны и в свой храм великолепным (Крестный ход) колеснице украшенный золотом, драгоценными камнями и жемчугом от Meluhha Year (Irdanene) brought for An and Inanna in their temple a magnificent (procession) chariot adorned with gold, precious stones and pearls from Meluhha BaM 2, 1963 10 12, YBC 8753 mu {gisz}gigir mah ku3-sig17 szu-du7-a {na4}nir-musz-gir2 {na4}igi me-luh-ha ak-a an {d}inanna-ra mu-ne-en-ku4                                                            |
| d  | Год, когда (Irdanene) размещены 2 медные статуи Irdanene царь у ворот gipar «монастырь» и 2 медных статуй богини Naszpartum права и слева от ворот muszaigigala- Year (Irdanene) placed 2 copper statues of Irdanene the king at the gate of the gipar «nunnery» and 2 copper statues for the goddess Naszpartum right and left of the muszaigigala-gate BaM 2, 1963 12 20 mu 2 {urudu}alan irda-ne-ne lugal ka2 gi6-par4 u3 2 {urudu}alan {d}na-asz-par2-tum ka2 musz-a-igi-gal2 a2-zi-da a2-gub3-bu-sze3 im-mi-ib-gir3 |

| V (аморейская) династия Урука |                                    |                |
| Предшественник: Дингир-ам     | царь Урука конец XIX века до н. э. | Преемник: Анам |